# Kōzaburō Yoshimura
Kōzaburō Yoshimura (吉村公三郎 Yoshimura Kōzaburō?) Hiroshima, 9 de septiembre de 1911 - Yokohama, 7 de noviembre de 2000 fue un director de cine japonés. Dirigió 44 películas entre los años 1939 y 1974. 

## Filmografía
(incompleta)
- Danryū (1939)
- Genji Monogatari (1951)
- Before the Dawn (1953)
- Vida de una mujer (1953)
- An Osaka Story (1957)
- (女の坂 Onna no saka) (1960)
- Jokyo (1960)